# Buchhorster Waldbahn
| Streckenlänge: | gesamte Strecke ca. 6 km Tongrube–Laderampe ca. 3 km Brunsenkoppel–Lokschuppen (Heutige Strecke) 1,1 km |                                                 |                                                 |
| Spurweite: | 600 mm (Schmalspur)                                                                                     |                                                 |                                                 |
| Streckengeschwindigkeit: | 15 km/h                                                                                                 |                                                 |                                                 |
| | |                                                 |                                                 |
| \| \| \| Zündholzfabrik DZFAG \| \| \| \| \| Oberjersdaler Straße \| \| \| \| \| Fliederweg \| \| \| \| \| Tongrube Dornhorst \| \| \| \| \| Tongrube-West \| \| \| \| \| Uhlenbusch \| \| \| \| \| \| \| \| \| \| Uhlenbusch \| \| \| \| \| Büchener Weg (L 200) \| \| \| \| 1,1 \| Brunsenkoppel \| Brunsenkoppel \| \| \| \| geplante Ausweiche \| \| \| \| 0,6 \| Alte Brücke \| Alte Brücke \| \| \| \| Europäischer Fernwanderweg \| \| \| \| 0,3 \| Mühlental \| Mühlental \| \| \| \| Ausweiche \| \| \| \| \| Abzweig \| \| \| \| \| Wanderweg \| \| \| \| 0,0 \| Lokschuppen \| Lokschuppen \| \| \| \| Dorfstraße (K 41) \| \| \| \| \| Ziegelei Basedow \| \| \| \| \| Kanalstraße \| \| \| \| \| Buchhoster Weg (Seitenstraße) \| \| \| \| \| Ladeplatz Kanal \| \| \| \| \| Berliner Straße (B 5) \| \| \| \| \| Hubbrücke über den Elbe-Lübeck-Kanal \| \| \| \| \| Laderampe Übergang zur normalspurigen Eisenbahn \| \| | |                                                 |                                                 |
| Betriebs-/Güterbahnhof Streckenanfang (Strecke außer Betrieb) | | Zündholzfabrik DZFAG                            | Zündholzfabrik DZFAG                            |
| Bahnübergang (Strecke außer Betrieb) | | Oberjersdaler Straße                            | Oberjersdaler Straße                            |
| Bahnübergang (Strecke außer Betrieb) | | Fliederweg                                      | Fliederweg                                      |
| Strecke (außer Betrieb) · Betriebs-/Güterbahnhof Streckenanfang (Strecke außer Betrieb) | | Tongrube Dornhorst                              | Tongrube Dornhorst                              |
| Strecke (außer Betrieb) · Abzweig geradeaus und von links (Strecke außer Betrieb) · Betriebs-/Güterbahnhof Streckenende und quer (Strecke außer Betrieb) | | Tongrube-West                                   | Tongrube-West                                   |
| Strecke (außer Betrieb) · Bahnübergang (Strecke außer Betrieb) | | Uhlenbusch                                      | Uhlenbusch                                      |
| Strecke nach links (außer Betrieb) · Abzweig geradeaus und von rechts (Strecke außer Betrieb) | |                                                 |                                                 |
| Bahnübergang (Strecke außer Betrieb) | | Uhlenbusch                                      | Uhlenbusch                                      |
| Strecke mit Straßenbrücke (Strecke außer Betrieb) | | Büchener Weg (L 200)                            | Büchener Weg (L 200)                            |
| Haltepunkt / Haltestelle Strecke bis hier außer Betrieb | 1,1 | Brunsenkoppel                                   | Brunsenkoppel                                   |
| Abzweig geradeaus und ehemals von links | | geplante Ausweiche                              | geplante Ausweiche                              |
| Haltepunkt / Haltestelle | 0,6 | Alte Brücke                                     | Alte Brücke                                     |
| Strecke mit Straßenbrücke | | Europäischer Fernwanderweg                      | Europäischer Fernwanderweg                      |
| Haltepunkt / Haltestelle | 0,3 | Mühlental                                       | Mühlental                                       |
| Abzweig geradeaus und nach links | | Ausweiche                                       | Ausweiche                                       |
| Abzweig geradeaus und ehemals von links | | Abzweig                                         | Abzweig                                         |
| Bahnübergang | | Wanderweg                                       | Wanderweg                                       |
| Kopfbahnhof Strecke ab hier außer Betrieb | 0,0 | Lokschuppen                                     | Lokschuppen                                     |
| Bahnübergang (Strecke außer Betrieb) | | Dorfstraße (K 41)                               | Dorfstraße (K 41)                               |
| Dienststation / Betriebs- oder Güterbahnhof (Strecke außer Betrieb) | | Ziegelei Basedow                                | Ziegelei Basedow                                |
| Bahnübergang (Strecke außer Betrieb) | | Kanalstraße                                     | Kanalstraße                                     |
| Bahnübergang (Strecke außer Betrieb) | | Buchhoster Weg (Seitenstraße)                   | Buchhoster Weg (Seitenstraße)                   |
| Abzweig geradeaus und nach links (Strecke außer Betrieb) · Betriebs-/Güterbahnhof Streckenende und quer (Strecke außer Betrieb) | | Ladeplatz Kanal                                 | Ladeplatz Kanal                                 |
| Strecke mit Straßenbrücke (Strecke außer Betrieb) | | Berliner Straße (B 5)                           | Berliner Straße (B 5)                           |
| Brücke über Wasserlauf (Strecke außer Betrieb) | | Hubbrücke über den Elbe-Lübeck-Kanal            | Hubbrücke über den Elbe-Lübeck-Kanal            |
| Betriebs-/Güterbahnhof Streckenende (Strecke außer Betrieb) | | Laderampe Übergang zur normalspurigen Eisenbahn | Laderampe Übergang zur normalspurigen Eisenbahn |

Die Buchhorster Waldbahn ist die in Schleswig-Holstein gelegene 600-Millimeter-Reststrecke der 1981 endgültig stillgelegten Ziegelei- und Zündholzbahn der Ziegelei Basedow in Buchhorst und der Lauenburger DZFAG Zündholzfabrik, die heute ähnlich einer Museumsbahn betrieben wird. Erhalten blieb ein 1,1 Kilometer langer Abschnitt, der in Privateigentum überging und seit 1988 zu einer museumsähnlichen Eisenbahn ausgebaut wurde.

## Geschichte

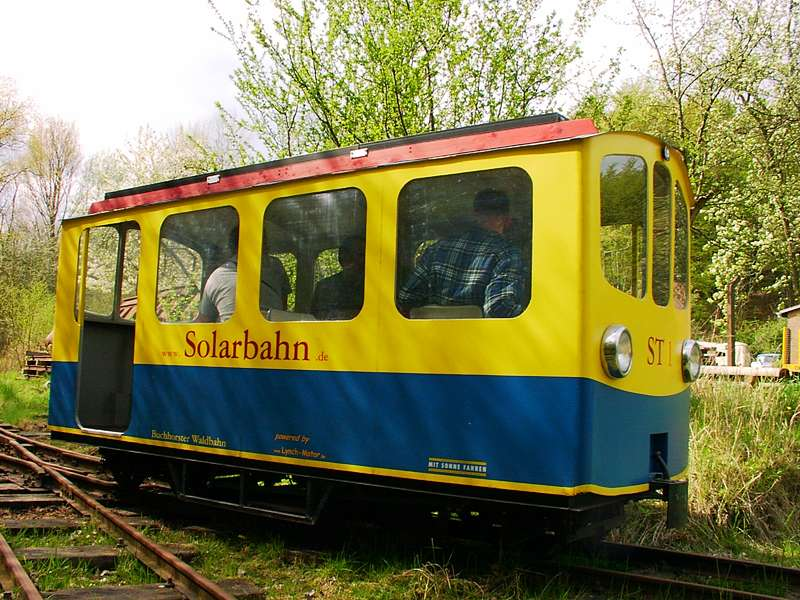
Solarbahn ELSE von der Buchhorster Waldbahn

In Buchhorst wurde 1830 die Schmidtsche Ziegelei gegründet. 1889 wurde diese von Theodor Basedow, nach dem bis heute eine Straße in Lauenburg benannt ist, übernommen. Er baute diese nach der Übernahme zu einer modernen Fabrik aus. 1912 errichtete man schließlich die Feldbahn der Ziegelei, welche die westlich von Buchhorst gelegene Tongrube Dornhorst mit der Ziegelei Basedow, die dadurch mithilfe der Feldbahn beliefert werden konnte, verband und noch weiter zum Hafen am Elbe-Lübeck-Kanal führte, wo es eine Umlademöglichkeit auf Züge der Bahnstrecke Lübeck–Lüneburg gab. Dieser Abschnitt war ungefähr 2 Kilometer lang.
1925 wurde die Feldbahnstrecke um eine Anschlussbahn zur Lauenburger Zündholzfabrik erweitert. Die Grundlage hierzu war ein Vertrag der Ziegelei Basedow mit der DZFAG Zündholzfabrik.
Bis 1981, dem Stilllegungsjahr der kompletten Strecke, waren somit die Streckenabschnitte Zündholzfabrik–Ziegelei und Ziegelei–Tongrube Eigentum der Zündholzfabrik, die Ziegelei Basedow durfte allerdings die Abschnitte mit nutzen. Im Gegenzug durfte die Zündholzfabrik den Abschnitt Ziegelei–Hafen nutzen, der Eigentum der Ziegelei Basedow war.
Die Gesamtlänge der Feldbahn betrug nun ungefähr fünf Kilometer. Bei der Ziegelei wurde der Betrieb mit Dampflokomotiven und mit Diesellokomotiven der Typen O&K MV 2 a, MV 4 a und Deutz OMZ 122, bei der Zündholzfabrik mit Deutz- und DKW-Lokomotiven durchgeführt.
Die Feldbahn hatte damals drei Aufgaben, den Transport von Ton und Sand aus den Gruben bei Dornhorst in die Ziegelei, den Transport von den in der Ziegelei hergestellten Ziegeln zum Hafen und zur Laderampe, um diese dort auf die Schiffe am Elbe-Lübeck-Kanal und auf die Güterzüge, die zwischen Lüneburg und Lübeck fuhren, zu verladen. Außerdem diente sie dem Transport von Holz zur Zündholzfabrik. In den 1960er-Jahren (Abzweig Dornhorst-Zündholzfabrik) und 1974 (Tongruben-Ziegelei) wurde die Feldbahn teilweise stillgelegt. Nur der Abschnitt Ziegelei–Hafen war noch in Betrieb.
1981 wurde die Feldbahn schließlich komplett stillgelegt. Die Strecke baute man, bis auf ein 1,1 Kilometer langes Reststück von der Brunsenkoppel zum heutigen Lokschuppen und Anfangsbahnhof der Buchhorster Waldbahn ab oder schüttete die Gleise zu. Die damals noch aus Ziegeln bestehende Brücke des Europäischen Fernwanderweges über die Feldbahn wurde abgebrochen und durch einen Damm ersetzt, durch den die Strecke in diesem Bereich zugeschüttet wurde.
1986 wurde der Streckenabschnitt Brunsenkoppel–Lokschuppen von Privatleuten um den niedersächsischen Maschinenbauingenieur Hans-Ulrich Ottensmeyer übernommen, die dort eine Privatbahn betreiben wollten. Nach umfangreichen Bauarbeiten an der Reststrecke und dem Wiederaufbau der Brücke des Fernwanderweges – jetzt jedoch als Holzkonstruktion – konnte die Strecke ab 1988 fast bis zum Endhaltepunkt Brunsenkoppel wieder befahren werden. Am 14. Mai 2006 war die Buchhorster Waldbahn bis zum Haltepunkt Brunsenkoppel wieder befahrbar. Heute werden auf der Reststrecke Privatfahrten angeboten.
Obwohl die Ziegelei, heute Teil des Unternehmens „Wienerberger Ziegelindustrie GmbH & Co“, noch bis 2004 in Betrieb war, wurde dort keine Feldbahn mehr benötigt, da der Ton aus externen Abbaugebieten mit Lastkraftwagen angeliefert wurde. Die Tongruben im Dornhorst, an deren Stelle sich mittlerweile Seen befinden, sind heute längst erschöpft.

## Streckenverlauf

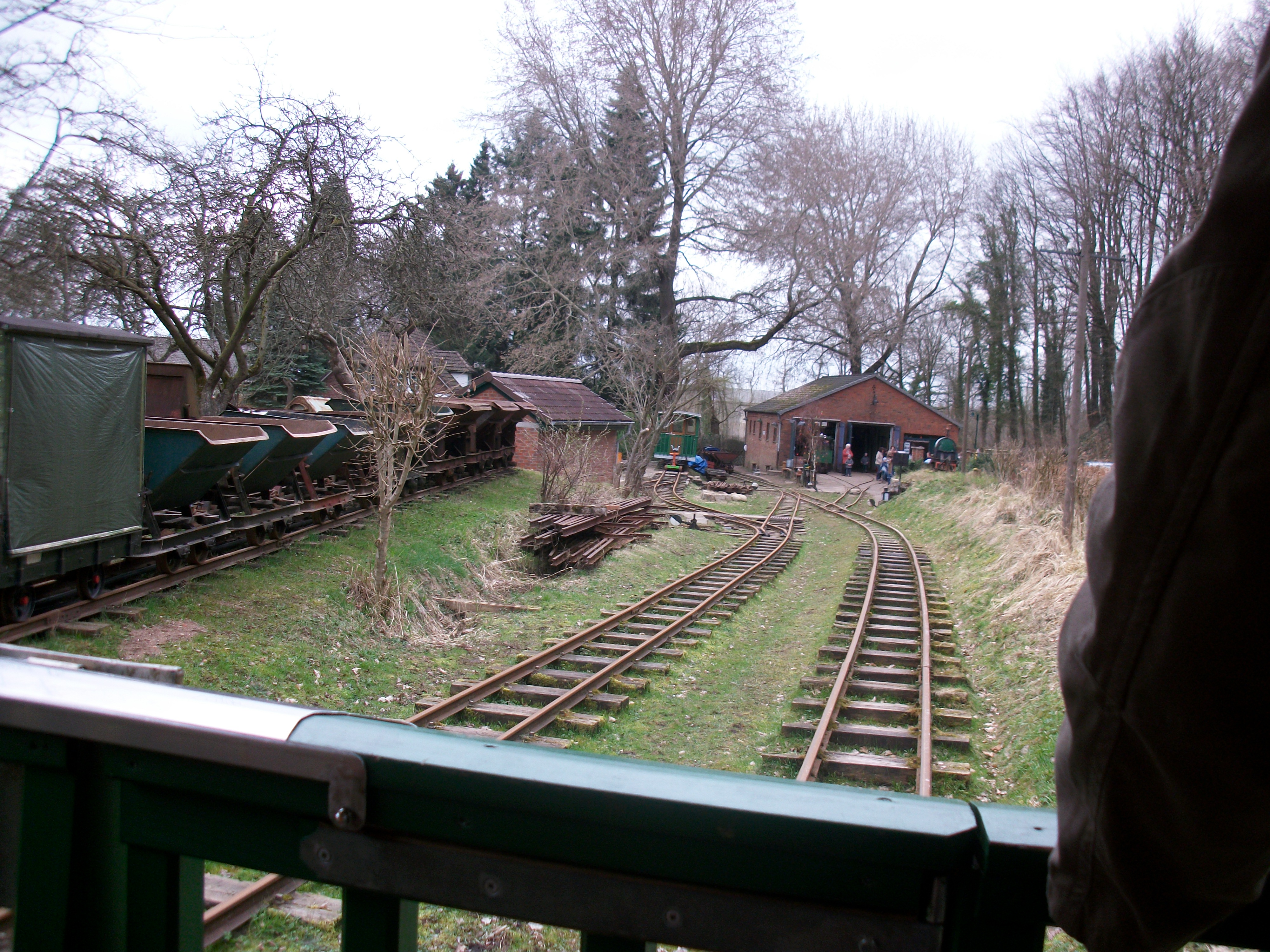
Lokschuppen
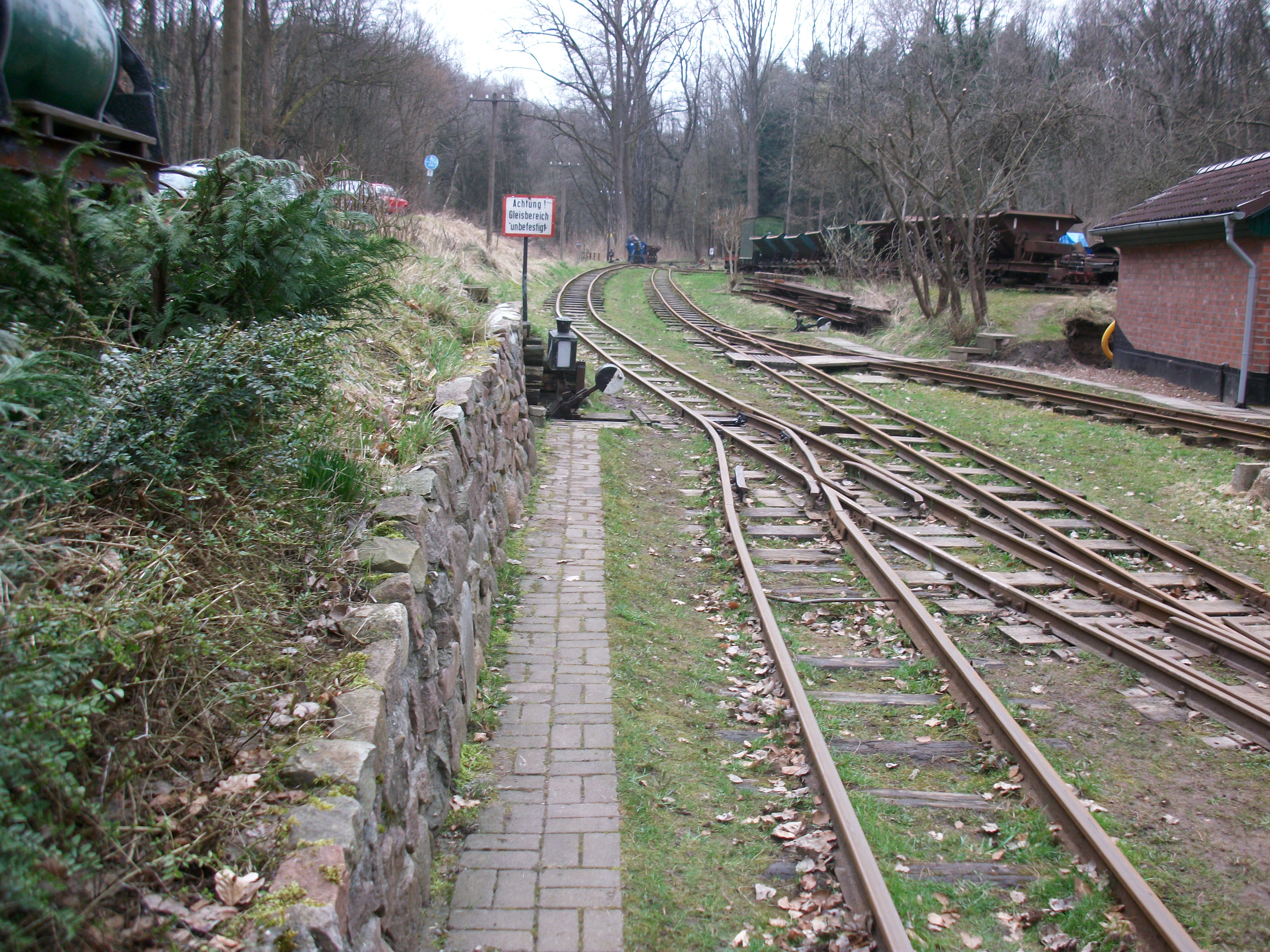
Bahnhofsgelände
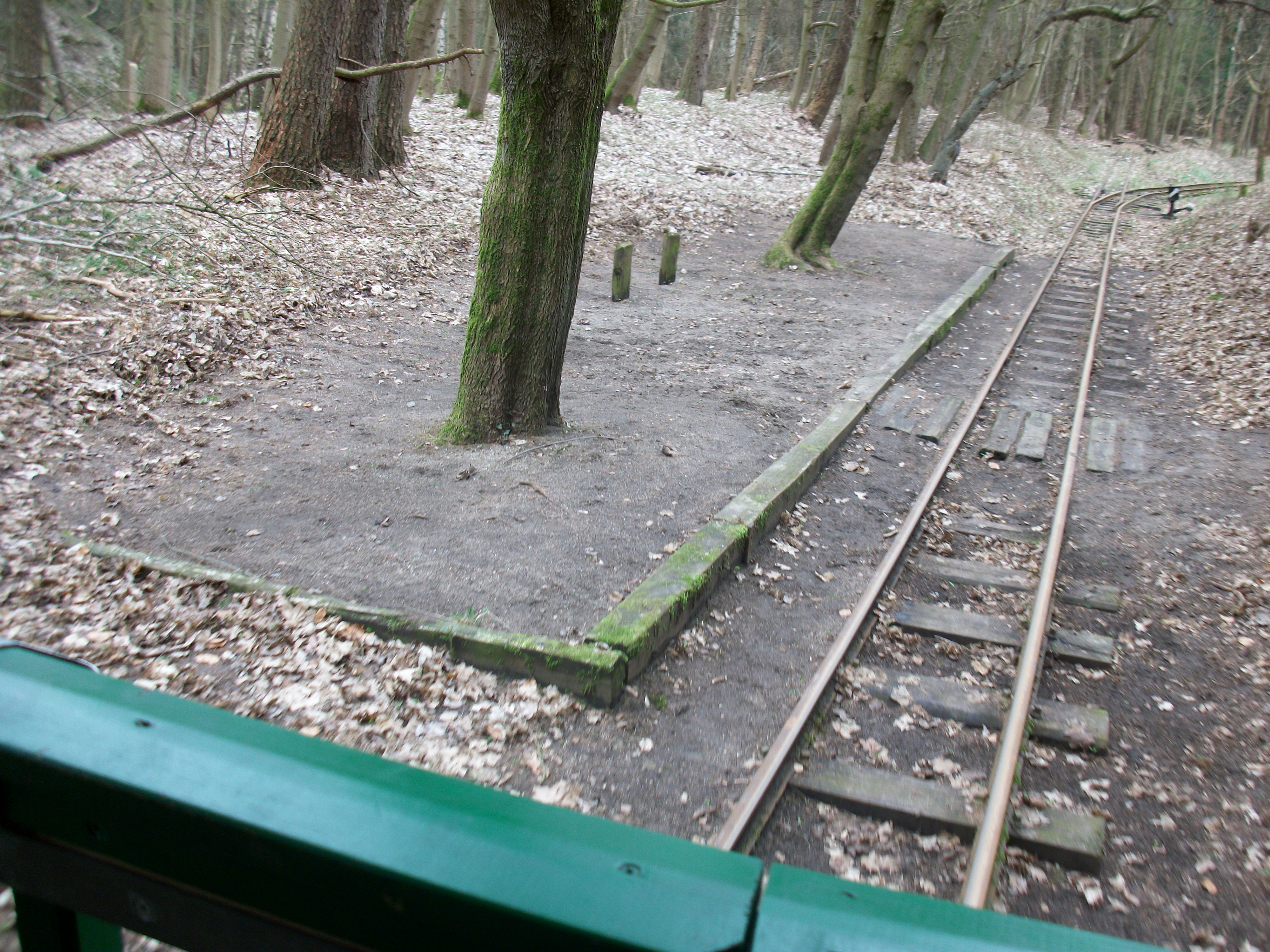
Haltepunkt Mühlental
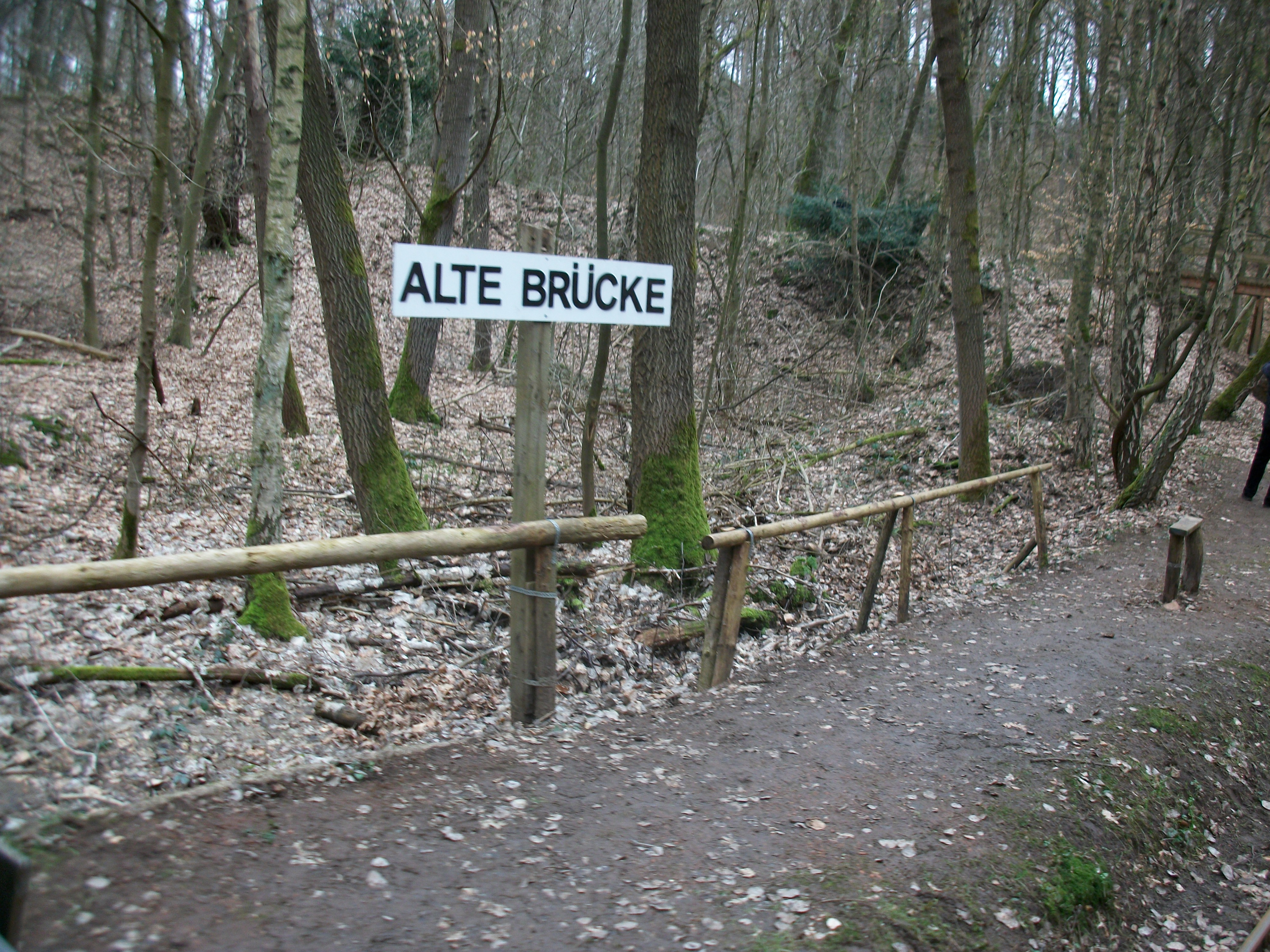
Haltepunkt Alte Brücke
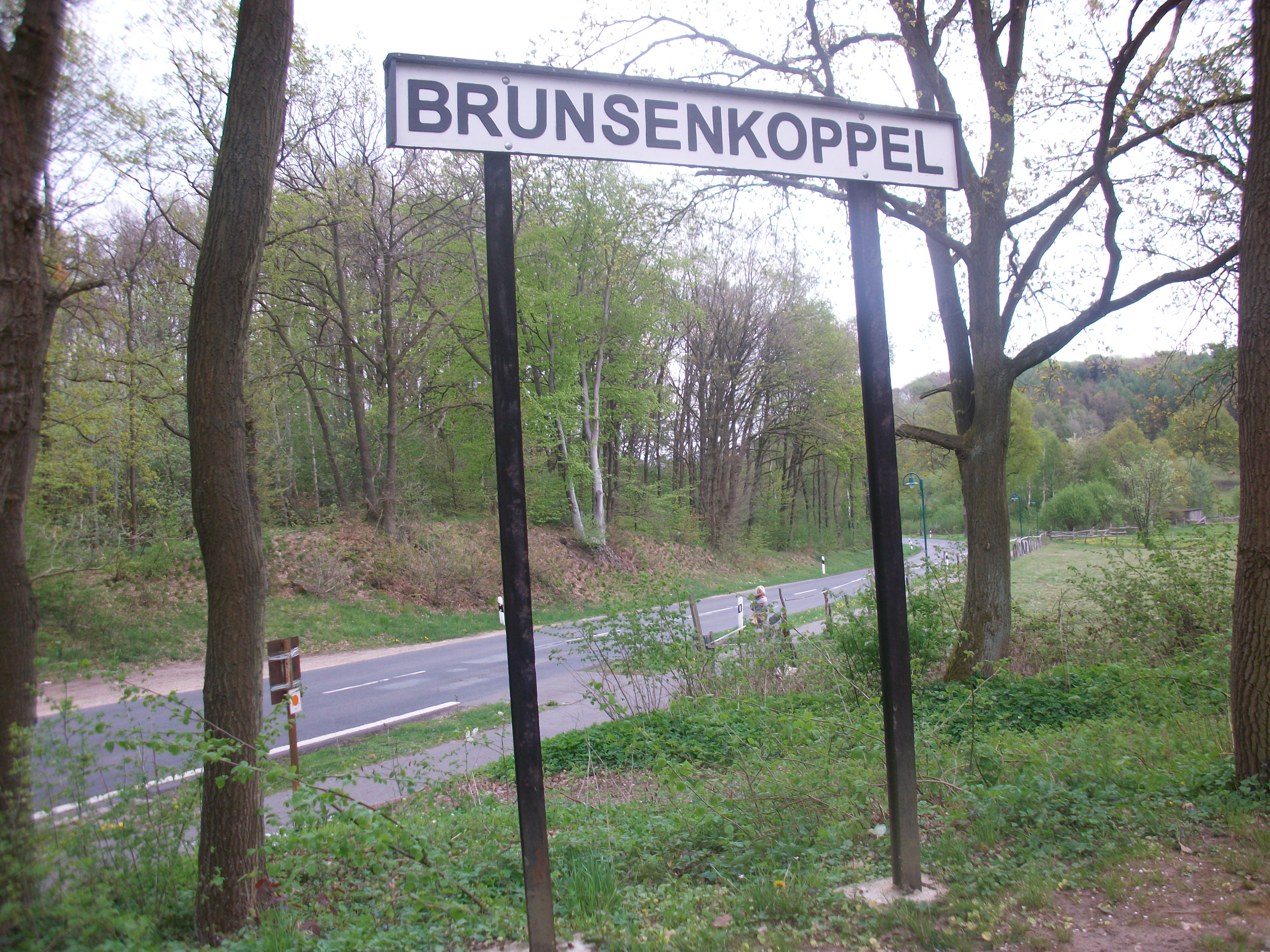
Haltepunkt Brunsenkoppel

Der noch betriebene Abschnitt in den Buchhorster Bergen beginnt am Bahnhof Lokschuppen. Die Strecke führt anschließend weiter nach Westen in den Wald hinein. Anschließend wird der Haltepunkt „Mühlental“ erreicht. In der Mitte der Strecke wird anschließend ein ehemaliger Abzweig passiert. Danach führt die Strecke bergauf unter der Brücke des Fernwanderweges hindurch. In diesem Bereich befindet sich der Haltepunkt „Alte Brücke“. Im weiteren Verlauf führt die Buchhorster Waldbahn wieder bergab an einigen Fischteichen vorbei. Von dort führt die Strecke weiter nach Norden. Schließlich wird der Endhaltepunkt „Brunsenkoppel“ erreicht. Auf Teilen der sich anschließenden stillgelegten Trasse existiert ein Radweg.

## Fahrzeuge
Übersicht aller Fahrzeuge:
| Typ                                    | Hersteller                     | Fabriknummer | Leistung | Masse | Baujahr   | Herkunft |
| MV 2 a                                 | Orenstein & Koppel             | 25639        | 40 PS    | 7 t   | 1956      | Buchhorster und Lauenburger Ziegelei- und Zündholzbahn                                                                                        |
| MV 2 a                                 | Orenstein & Koppel             | 26150        | 30 PS    | 5 t   | 1961      | Buchhorster und Lauenburger Ziegelei- und Zündholzbahn / Vorwerker Kleinbahn                                                                  |
| MV 4 a                                 | Orenstein & Koppel             | 26112        | 75 PS    | 10 t  | 1960      | Buchhorster und Lauenburger Ziegelei- und Zündholzbahn                                                                                        |
| CHL 14G                                | Schöma                         | 2723         | 14 PS    | 2 t   | 1964      | Dampfziegelei Bargteheide |
| Ns 2f                                  | LKM Babelsberg                 | 262003       | 36 PS    | 6 t   | 1958      | Ziegelei Bobitz/Dalliendorf |
| Ns 2f                                  | LKM Babelsberg                 | 262047       | 36 PS    | 6 t   | 1958      | Ziegelei Malliß |
| 20/24 PS                               | Gmeinder                       | 3151         | 48 PS    | 5 t   | 1940      | Ziegelei Carl Schwarting, Borgstede |
| ST1 „ELSE“                             | Hans-Ulrich Ottensmeyer / FEBA | -            | 3 kW     | 0,8 t | 1999/2000 | - |
| Personenwagen „Lübecker“ Sommerwagen   | -                              | -            | -        | -     | -         | - |
| Personenwagen „Lübecker“ Winterwagen   | -                              | -            | -        | -     | -         | - |
| Personenwagen (offen) „Kartoffelkiste“ | Eigenbau                       | -            | -        | -     | -         | - |
| Transportwagen                         | -                              | -            | -        | -     | -         | Boizenburger Werft |
| diverse Feldbahnloren                  | -                              | -            | -        | -     | -         | einige wenige aus Ostdeutschland (vor allem Mecklenburg-Vorpommern), ansonsten von der Buchhorster und Lauenburger Ziegelei- und Zündholzbahn |